# Latrobe City Tennis International 2012
Il Latrobe City Tennis International 2012 è stato un torneo di tennis facente parte della categoria ITF Men's Circuit nell'ambito dell'ITF Men's Circuit 2012 e dell'ITF Women's Circuit nell'ambito dell'ITF Women's Circuit 2012. Sia il torneo maschile che quello femminile si sono giocati a Traralgon in Australia dal 22 al 28 ottobre 2012 su campi in cemento.

## Vincitori

### Singolare maschile
Benjamin Mitchell ha battuto in finale  Luke Saville con il punteggio di 6–3, 2–6, 6–1.

### Doppio maschile
Jose Statham /  Michael Venus hanno battuto in finale  Matthew Barton /  Michael Look con il punteggio di 3–6, 6–3, [11–9].

### Singolare femminile
Ashleigh Barty ha battuto in finale  Arina Rodionova con il punteggio di 6–2, 6–3.

### Doppio femminile
Cara Black /  Arina Rodionova hanno battuto in finale  Ashleigh Barty /  Sally Peers con il punteggio di 2–6, 7–6(4), [10–8].